# Фомичёв, Фёдор Ильич
Фёдор Ильич Фомичёв (1913 — 19 марта 1975) — командир отделения 87-го отдельного моторизованного понтонно-мостового батальона 65-й армии 2-го Белорусского фронта, старший сержант. Герой Советского Союза.

## Биография
Родился в 1913 году в деревне Чанцово (ныне — Глинковского района Смоленской области) в семье крестьянина. Русский. Член ВКП(б)/КПСС с 1944 года. Окончил 7 классов. Работал лаборантом в школе в городе Химки Московской области.
В октябре 1941 года был призван в Красную Армию и с того же месяца участвовал в боях на Западном фронте. В составе моторизованного понтонно-мостового батальона Фомичёв форсировал десятки больших и малых рек. Он был награждён тремя боевыми орденами, несколькими медалями, стал командиром отделения. Отличился в боях на завершающем этапе войны при форсировании реки Одер.
Старший сержант Фомичёв 20-22 апреля 1945 года при форсировании Одера в 6 км южнее города Штеттин со своим отделением первым в батальоне разгрузил машины и спустил понтоны в реку. В течение трёх суток он непрерывно находился на переправе, на самых её ответственных участках. Под огнём противника его отделение переправило на левый берег 150 артиллерийских орудий, 30 танков и другую боевую технику. Своими действиями старший сержант Фомичёв способствовал развитию успеха на плацдарме.
Указом Президиума Верховного Совета СССР от 29 июня 1945 года за мужество, бесстрашие и героизм, проявленные при форсировании Одера, старшему сержанту Фёдору Ильичу Фомичёву присвоено звание Героя Советского Союза с вручением ордена Ленина и медали «Золотая Звезда».
После войны старшина Фомичёв демобилизован. Жил в городе Химки. Работал на лесоперевалочном комбинате. Умер 19 марта 1975 года.
Награждён орденами Ленина, Отечественной войны 1-й степени, Красной Звезды, Славы 3-й степени, медалями.